# Lamus
Lamus est un personnage de la mythologie romaine. Il apparaît dans le livre IX de l'Énéide.
C'est un des guerries Rutules aux ordres de Rémus qui sont massacrés avec lui par Nisus dans le sommeil. Le jeune troyen frappe d'abord l'écuyer de Rémus, puis abat la téte du cocher et enfin décapite aussi le maitre meme, Lamyre, Lamus et l'adolescent Serranus. Les âmes des victimes décapitées - à l'exception de celle du cocher - gémissent en abandonnant les torses, tandis que le sang asperge le sol.

« armigerumque Remi premit aurigamque sub ipsis / nactus equis ferroque secat pendentia colla / tum caput ipsi aufert domino truncumque relinquit / sanguine singultantem; atro tepefacta cruore / terra torique madent. Nec non Lamyrumque Lamumque / et iuuenem Serranum.
Nisus frappe d’abord et l’écuyer de Rémus, et le conducteur de son char, qu’il surprend étendu sous ses propres coursiers : sa tête, penchée sur ses chevaux, tombe abattue sous le tranchant du glaive. Bientôt celle de Rémus lui-même roule à son tour dans la poussière ; et, du tronc mutilé, le sang jaillit à gros bouillons : ses flots noirs et fumants arrosent au loin la terre et le lit du guerrier. Là subissent le même sort et Lamus, et Lamyre, et l’aimable Serranus  »

— Virgile, Énéide, livre IX (traduction de J.N.M de Guerle)